# Jermaine Stewart
 (février 2022).
Pour les articles homonymes, voir Stewart.
Jermaine Stewart, né le 7 septembre 1957 à Columbus (Ohio) et mort le 17 mars 1997 à Homewood (Illinois), est un chanteur américain de RnB, surtout connu pour son single We Don't Have to Take Our Clothes Off (en) (1986).